# Rigoletto (película)
Rigoleto es una adaptación de la ópera homónima de Giuseppe Verdi, cuyo libreto, en el que se basa el guion de Frank Miller es obra de Francesco Maria Piave. En esta ocasión se trata de un corto mudo británico, rodado en 1922.

## Otros créditos
- Color: Blanco y negro
- Sonido: Muda

- Datos: Q6108888